# Martiri di Manchester

Martiri di Manchester è l'epiteto con cui sono conosciuti tre giovani irlandesi, William O'Mera Allen, Michael Larkin e William Goold impiccati sulla pubblica piazza a Manchester il 23 novembre 1867 perché ritenuti colpevoli di avere ucciso un poliziotto inglese, facente parte del convoglio che stava trasferendo nel carcere della contea due prigionieri appartenenti al movimento indipendentista dei Feniani, il colonnello Thomas J. Kelly e il capitano Timothy Deasy.

## La storia
Durante il trasferimento il convoglio fu assalito da una trentina di uomini; gli assalitori intimarono ai poliziotti di scorta di aprire il furgone e, al loro rifiuto, spararono sulla serratura, proprio mentre il sergente Brett, che vi si trovava dentro, avvicinava l'occhio al buco della stessa per vedere che cosa stesse succedendo: la pallottola centrò l'occhio, arrivò al cervello e il sergente morì sul colpo; una donna che era dentro il furgone prese le chiavi dalla sua tasca, aprì e i due prigionieri riuscirono a fuggire (non furono mai più catturati).
Sebbene la morte del sergente Brett fosse stata del tutto accidentale, egli era comunque un poliziotto vittima di un'azione delittuosa (liberazione di prigionieri e uso di armi da fuoco), che aveva portato a un assassinio, secondo la legge del Felony Murder, cioè di un omicidio commesso durante lo svolgimento di un altro tipo di crimine (legge abolita nel 1957).
La polizia catturò ventinove partecipanti all'azione, tra cui William O'Mera Allen, Michael Larking, William Goold, Thomas Maguire ed Edward Stone, che, stando a quanto riferito dalla polizia, erano quelli armati. Maguire fu prosciolto, a Stone la pena fu commutata alla vigilia dell'esecuzione.

## Avvenimenti e commemorazioni
In ricordo dell'impiccagione dei tre giovani martiri, quello stesso anno Timothy Daniel Sullivan compose God save Ireland, che dal 1919 al 1926 fu l'inno – non ufficiale – della Repubblica d'Irlanda e dello Stato Libero d'Irlanda.